# Principessa di Conti
Vedi anche:Principe di Conti

## Marchese di Conti

### Prima Creazione
Nessuno

## Principessa di Conti

### Prima Creazione
| Ritratto | Nome                       | Padre                                      | Nascita | Matrimonio               | Divenne Principessa      | Cessò di essere Principessa    | Morte            | Consorte    |
| -------- | -------------------------- | ------------------------------------------ | ------- | ------------------------ | ------------------------ | ------------------------------ | ---------------- | ----------- |
|          | Giovanna di Coesme         | Louis de Coesme, Seigneur di Lucé (Coesme) | 1560    | 1582                     | 1582                     | 27 dicembre 1601               | 27 dicembre 1601 | Francesco I |
|          | Luisa Margherita di Lorena | Enrico I di Lorena, Duca di Guise (Guisa)  | 1588    | 24 luglio/1º maggio 1605 | 24 luglio/1º maggio 1605 | 3 agosto 1614 morte del marito | 30 aprile 1631   | Francesco I |

### Seconda Creazione
| Ritratto | Nome                              | Padre                                                 | Nascita          | Matrimonio       | Divenne Principessa             | Cesso di esser Principessa        | Morte             | Consorte                 |
| -------- | --------------------------------- | ----------------------------------------------------- | ---------------- | ---------------- | ------------------------------- | --------------------------------- | ----------------- | ------------------------ |
|          | Anna Maria Martinozzi             | Girolamo Martinozzi (Martinozzi)                      | 1637             | 22 febbraio 1654 | 22 febbraio 1654                | 21 febbraio 1666 morte del marito | 4 febbraio 1672   | Armando I                |
|          | Maria Anna di Borbone-Francia     | Luigi XIV di Francia (Borbone)                        | 2 ottobre 1666   | 16 gennaio 1680  | 16 gennaio 1680                 | 9 novembre 1685 morte del marito  | 3 maggio 1739     | Luigi Armando I          |
|          | Maria Teresa di Borbone-Condé     | Enrico Giulio di Borbone, Principe di Condé (Borbone) | 1º febbraio 1666 | 22 gennaio 1688  | 22 gennaio 1688                 | 9 February 1709 morte del marito  | 22 febbraio 1732  | Francesco Luigi          |
|          | Luisa Elisabetta di Borbone-Condé | Luigi III di Borbone, Principe di Condé (Borbone)     | 22 novembre 1693 | 9 luglio 1713    | 9 luglio 1713                   | 4 maggio 1727 morte del marito    | 27 May 1775       | Luigi Armando II         |
|          | Luisa Diana di Borbone-Orléans    | Filippo II, Duca d'Orléans (Orléans)                  | 27 giugno 1716   | 21 gennaio 1732  | 21 gennaio 1732                 | 26 settembre 1736                 | 26 settembre 1736 | Luigi Francesco          |
|          | Maria Fortunata d'Este            | Francesco III d'Este (Este)                           | 24 novembre 1731 | 27 febbraio 1759 | 2 agosto 1776 ascesa del marito | 21 settembre 1803                 | 21 settembre 1803 | Luigi Francesco Giuseppe |